# Alfred von Scholtz

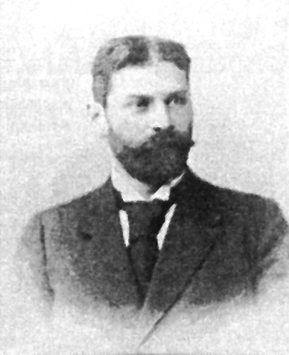
Alfred von Scholtz (um 1890)

Alfred von Scholtz (* 9. September 1850 in Dresden; † 17. März 1934 in Breslau) war ein deutscher Bauingenieur, Stadtplaner und Baubeamter. Von 1894 bis 1924 war er Stadtbaurat für Tief- und Städtebau (Planungsdezernent) in Breslau.

## Leben
Über die Jugend und Ausbildung Alfred von Scholtz' ist wenig bekannt. 1874 arbeitete er in Weimar als Ingenieur beim Bau der Weimar-Geraer Eisenbahn. Bis 1886 war er in Chemnitz tätig und wurde im April dieses Jahres nach Breslau auf die Stelle des Stadtbauinspektors in der Tiefbauabteilung als Nachfolger des nach Berlin wechselnden Richard Eger berufen.
Am 28. Juni 1894 wurde er von Breslauer Stadtrat (Stadtverordnetenversammlung) zum Stadtbaurat für Tiefbau und Magistratsmitglied gewählt, nachdem das Amt seit dem Tod von Ferdinand Alexander Kaumann fast ein Jahr lang unbesetzt war. Nach der regulären zwölfjährigen Amtszeit wurde er auf eine zweite Amtszeit und dann auf eine dritte gewählt. Mit 30 Amtsjahren (zweieinhalb Amtsperioden) war er der am längsten amtierende Bau- oder Planungsdezernent in der Breslauer Geschichte. In dieser Zeit arbeitete er mit den Stadtbauräten für Hochbau (Baudezernenten) Richard Plüddemann und Max Berg zusammen. In seiner Funktion leitete er u. a. das Geometrische Bureau, das die Fluchtlinien- und Flächenaufteilungspläne der expandierenden Stadt um die Jahrhundertwende erstellte. Somit war er für die Breslauer Stadtplanung dieser Zeit maßgeblich verantwortlich. Seine Bauleitpläne waren gestalterisch durch die Theorien Camillo Sittes beeinflusst. Sie beschränkten sich jedoch auf die Definition der Straßenräume, ohne die zulässige Art und das Maß der Grundstücksnutzung zu konkretisieren, und waren insofern weniger fortschrittlich. Des Weiteren leitete von Scholtz die Planung der städtischen Ver- und Entsorgungsinfrastruktur und nicht zuletzt plante er zahlreiche Ingenieurbauwerke, darunter mehrere Oder- und Oderkanalbrücken. Von 1897 bis 1902 beaufsichtigte er den Bau des neuen Oderhafens. 1905 saß von Scholtz im Preisgericht des Architektenwettbewerbs zur Kaiserbrücke, die er später auch konstruierte. 1921 war er neben Paul Bonatz, Max Berg, Bruno Möhring und Fritz Schumacher Fachpreisrichter im Wettbewerb zur Erweiterung der Stadt Breslau. 1918 hatte er den Vorsitz der Vereinigung der technischen Oberbeamten deutscher Städte inne. 1919 wurde seine Amtsbezeichnung auf Stadtbaurat für Städtebau verändert, somit wurde dem seit 1894 erweiterten Aufgabenverständnis Rechnung getragen.
Am 30. September 1924 wurde er auf Grund des Überalterungsgesetzes zwangspensioniert. Dies geschah wenige Monate nach dem Tod des Stadtbaurats für Maschinenbau Matthias Wirtz und des Ratsbaumeisters Karl Klimm. Anfang 1925 trat der Stadtbaurat für Hochbau Max Berg von seinem Amt zurück. Somit ergab sich binnen weniger Monate eine grundsätzliche Personalwende in den städtischen Planungsämtern. Zum Nachfolger von Scholtz' wurde sein langjähriger Mitarbeiter Günther Trauer gewählt.

## Ehrungen
Im Frühling 1904 wurde Alfred von Scholtz der preußische Rote Adlerorden IV. Klasse und im Oktober 1916 der Ehrentitel Geheimer Baurat verliehen. Nach seiner Pensionierung wurde von Scholtz am 27. November 1924 die Ehrenbürgerwürde der Stadt Breslau verliehen, sowie Anfang 1926 die Ehrendoktorwürde (Dr.-Ing. E. h.) der Technischen Hochschule Breslau in besonderer Würdigung seiner ebenso umfangreichen wie segenbringenden Bautätigkeit für die Hauptstadt Breslau.

## Bauten und Planungen (unvollständig)

### Städtebauliche Planungen
- Fluchtlinienpläne von Breslau, in Zusammenarbeit mit Alfred Frühwirt:[15]
  - Kaiser-Wilhelm-Viertel (jetzt Południe), 1895
  - Oder- und Sand-Vorstadt, 1896; Überarbeitung 1905[3]
  - Nikolai-Vorstadt, 1896
  - Villenkolonie Kleinburg, 1898
- Zonenpläne von Breslau, 1904 und 1912[3]
- Siedlung Eichborngarten (Breslau-Gräbschen), ab 1907, später in Zusammenarbeit mit Max Berg[16]

### Ingenieurbauwerke

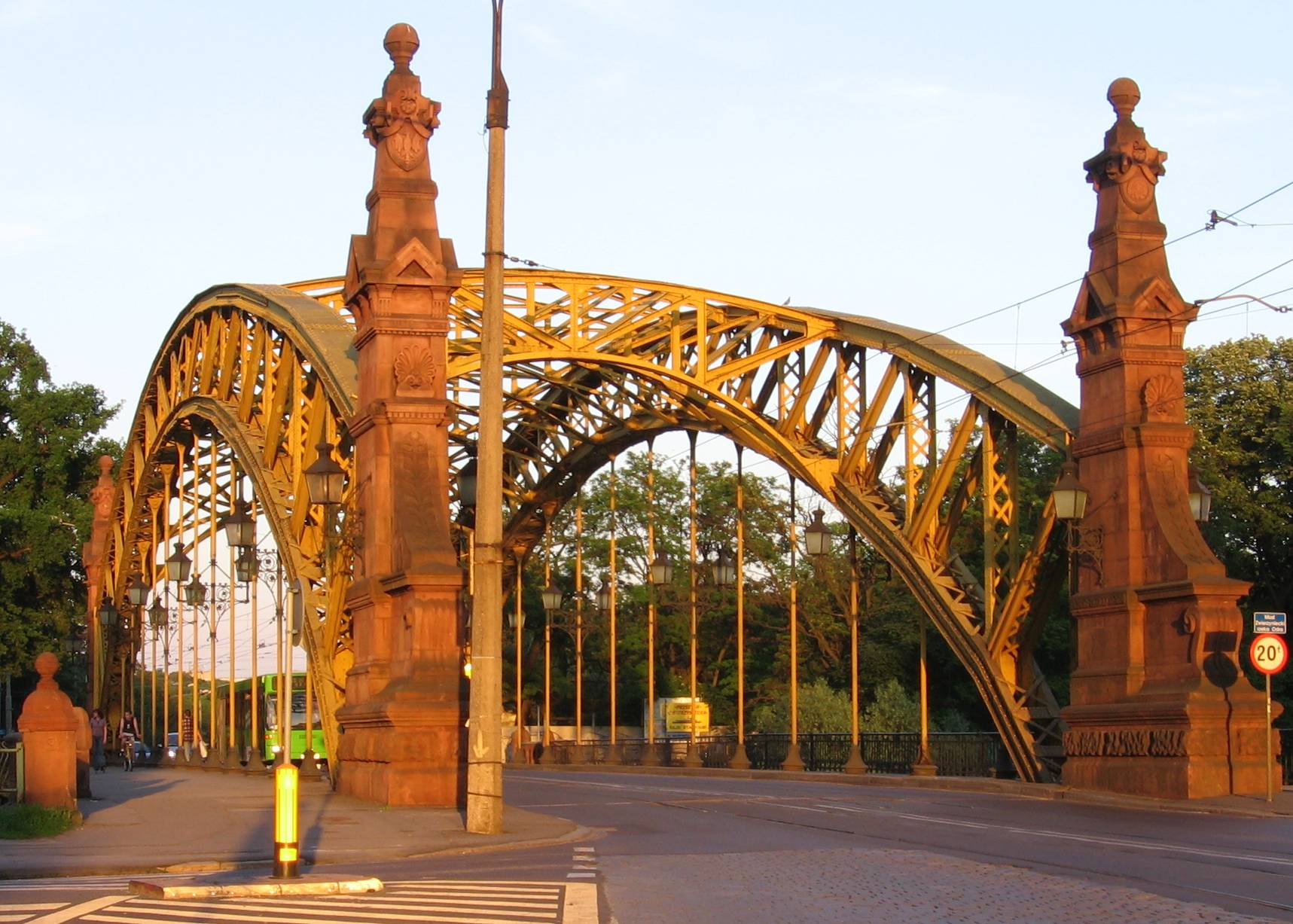
Passbrücke in Breslau

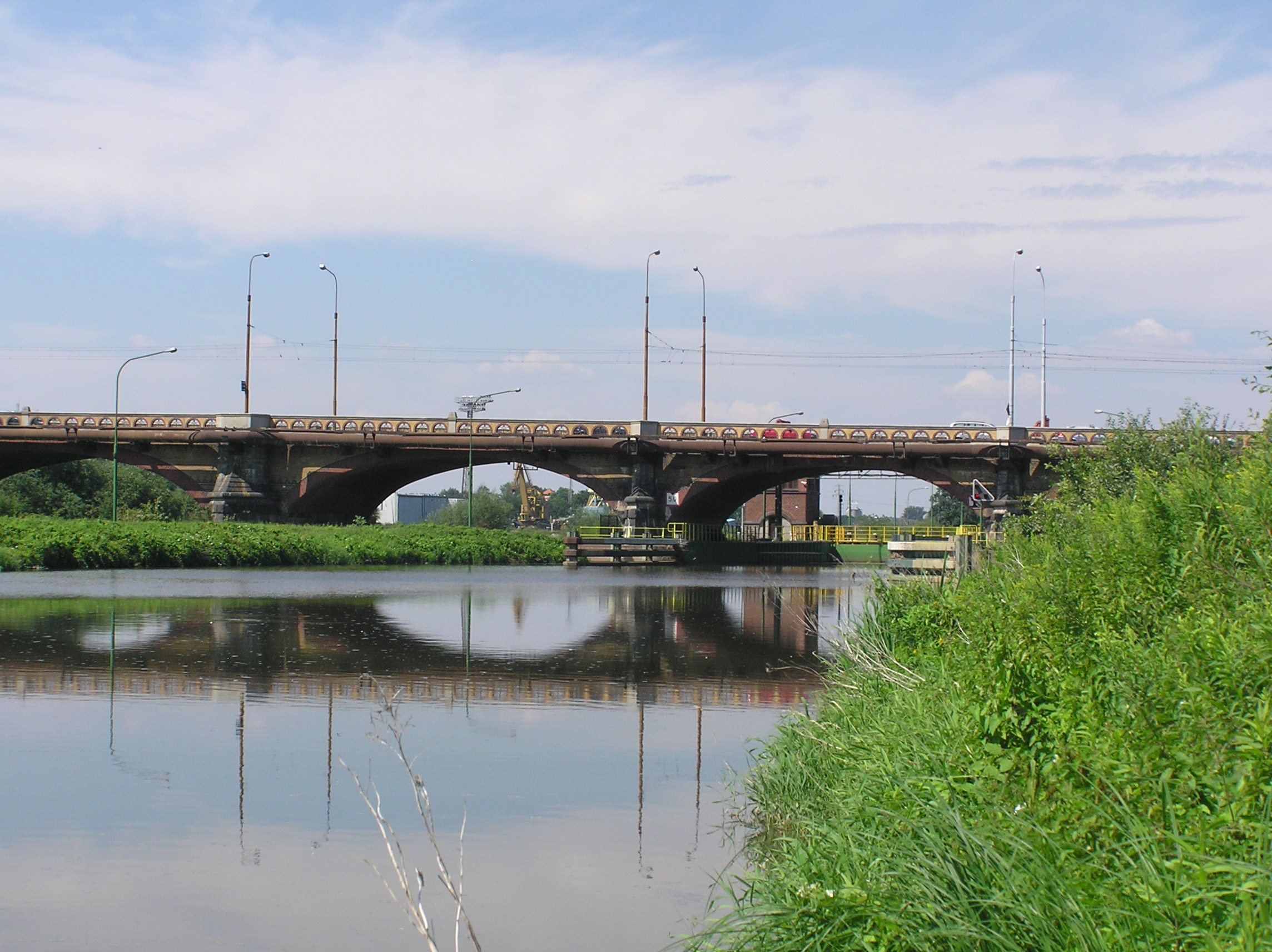
Gröschelbrücke in Breslau

- Passbrücke (jetzt most Zwierzyniecki), Tragwerksplanung, mit Alfred Frühwirt, Richard Plüddemann und Karl Klimm, 1897[17]
- Gröschelbrücke (später Rathenaubrücke, jetzt most Osobowicki), Tragwerkplanung, mit Richard Plüddemann und Karl Klimm, 1897[17][18]
- Kaiserbrücke (später Freiheitsbrücke, jetzt most Grunwaldzki), Tragwerkplanung, mit Martin Mayer, Robert Weyrauch und Richard Plüddemann, 1908–1910[19]
- Hindenburgbrücke (später most Karłowicki, jetzt mosty Warszawskie Środkowy und -Wschodni), Projektoberleitung, mit Günther Trauer, 1914–1916[20]
- Rosentaler Brücke (jetzt most Trzebnicki Północny), Projektoberleitung, mit Günther Trauer, 1914–1916[20]